# Paratyndaris barberi
Paratyndaris barberi är en skalbaggsart som först beskrevs av Henry Skinner 1903.  Paratyndaris barberi ingår i släktet Paratyndaris och familjen praktbaggar. Inga underarter finns listade i Catalogue of Life.